# Gouvernement de Kuopio
1831–1917
Entités précédentes :
- Comté de Savolax et Carélie

Entités suivantes :
- Finlande

Le gouvernement de Kuopio (en russe : Куопиоская губерния, en suédois : Kuopio län, en finnois : Kuopion lääni) est une division administrative du grand-duché de Finlande au sein de l’Empire russe, qui exista de 1831 jusqu’à l’indépendance de la Finlande en 1917. Sa capitale est la ville de Kuopio.

## Géographie
Situé dans l’est de la Finlande, le gouvernement de Kuopio était bordé au nord par le gouvernement d'Uleåborg, à l’est par celui d’Olonets, au sud par celui de Vyborg et à l’ouest par ceux de Vasa et Sankt Michel.
Le territoire du gouvernement de Kuopio fut maintenu comme entité administrative de la Finlande indépendante jusqu’en 1997 et fait désormais partie de la province de Finlande orientale (Itä-Suomen lääni).

## Population
En 1901 la population du gouvernement était de 319 406 habitants, dont 98 % de Finnois et 0,3 % de Suédois.